# انتشارات اینفوبیس
انتشارات اینفوبیس نام یک انتشارات آمریکایی است. عناوین کتاب‌های آن کتاب مرجع  و کتاب درسی در سطح دبیرستان و دانشگاه است. این شرکت در سال ۱۹۴۱ و با دفتر مرکزی آن در منهتن تأسیس شد.